# Ri-Fi
Ri-Fi è stata una casa discografica italiana fondata a Milano nel 1959 e attiva fino ai primi anni ottanta. Il suo logo era costituito dalla scritta RIFI in caratteri stampatello sovrastante una linea retta e inframezzata da un triangolo con base in basso appoggiato sulla linea.

## Storia della Ri-Fi

### La fondazione e gli anni sessanta
La Ri-Fi fu fondata nel 1959 da Giovanni Battista Ansoldi (che ne divenne amministratore delegato) in collaborazione con il discografico Alberto Carisch (che divenne editore musicale di riferimento della casa discografica con la Southern Music) e l'imprenditore del settore plastico e futuro senatore democristiano Giampiero Rossi (della Rossi Materie Plastiche di Busto Arsizio) con la denominazione di Ri-Fi Records Company (che poi divenne in seguito Ri-Fi Industrial Group).
Ansoldi aveva avuto alcune esperienze come industriale nel campo delle materie plastiche, ma aveva deciso di entrare nel mondo della musica sia per la sua passione sia perché intuiva che presto, grazie allo sviluppo di un mercato giovanile, l'industria discografica avrebbe presto conosciuto un grande sviluppo.
La sede dell'etichetta fu stabilita in una serie di uffici all'interno di un palazzo in corso Buenos Aires 77 a Milano. Le prime produzioni furono conto terzi: flexi stampati per la "nuova enigmistica tascabile" (NET), la rivista "dischi e Canzoni", la Cera Grey ed il caffè Buscaglione. Con gli anni 60 la Ri-Fi divenne essa stessa etichetta, iniziando a produrre i propri artisti. 
Come direttore artistico Ansoldi nominò il figlio Tonino, che nei due decenni di attività della ri-fi riuscirà a scoprire e lanciare molti artisti, come Iva Zanicchi, Corrado Castellari, I Giganti, Giuliano e i Notturni e Cristiano Malgioglio, e a mettere sotto contratto altri artisti già legati ad altre etichette, come Mina, Fausto Leali, Fred Bongusto, Adriano Celentano, Tony Dallara, Memo Remigi e altri.
Sicuramente però l'artista di maggior successo dell'etichetta fu Iva Zanicchi, vincitrice del Festival di Sanremo nel 1967 con Non pensare a me, nel 1969 con Zingara e nel 1974 con Ciao cara, come stai?, successi che permisero alla cantante anche di intraprendere importanti tournée internazionali, e ad essere la prima cantante italiana a esibirsi al Madison Square Garden di New York, nel 1973.
Iva Zanicchi sposò, nel luglio 1967 a Bologna, Tonino Ansoldi.
La Ri-Fi stipulò contratti per distribuire piccole etichette, come la Riviera, la Primary, la Variety e la Sif, inoltre stampò tutti i dischi realizzati dal Piccolo Coro dell'Antoniano di Bologna, compresi quelli dello Zecchino d'Oro.
A cavallo fra gli anni 60 e l'inizio dei 70, la Ri-Fi divenne concessionaria italiana per le due major americane - prima delle quali fu la Atlantic Records - per le quali incidevano numerosi artisti di successo dell'epoca come Otis Redding, Michael Jackson, Marvin Gaye, Diana Ross, Stevie Wonder, Aretha Franklin, Led Zeppelin e Wilson Pickett che andò nel 1968 al Festival di Sanremo, dove assieme a Fausto Leali cantò la canzone Deborah.

### Gli anni settanta ed il declino
Negli anni settanta alcuni artisti (fra i quali Mina) lasciano l'etichetta. L'Atlantic cessa di essere distribuita dalla Ri-Fi mentre viene acquisita la distribuzione della Tamla Motown Records. Nuovi artisti sono Franco Simone, gli Homo Sapiens, i Dik Dik,  i Circus 2000 mentre viene immessa sul mercato una linea di dischi a prezzo medio, denominata "Linea Penny", sull'onda di una tendenza già nota (celebre è la "lineatre" della Rca Italiana). L'etichetta dei dischi diviene nera con un cerchio esterno multicolore. È il decennio in cui la Ri-Fi si dedica anche alla promozione del genere prog - più o meno commerciale - con artisti quali i Califfi, Mack Sigis Porter, Odissea, Il segno dello Zodiaco, oltre ai citati Giganti, Circus 2000 ed Homo Sapiens.
Dopo la morte di Giovanni Battista nel 1979 e la successione di Tonino alla direzione aziendale, la Ri-Fi si avviò ad una lenta decadenza. Come sempre accade per questo genere di impresa, furono sospese prima le nuove produzioni, poi anche le stampe del catalogo esistente, fino all`esaurimento delle commesse e lo smaltimento del grosso del magazzino. Mentre le ultime stampe risultano risalire ai primi anni ottanta, la fase di agonia improduttiva durò qualche anno,  finché la Ri-Fi, vendute apparecchiature e quanto altro potesse fornire qualche introito, venne liquidata anche come persona giuridica, cessando di esistere. Il marchio ed il catalogo furono ceduti a soggetti terzi; la RCA, ad esempio, ne ristampò negli anni ottanta una parte sotto forma di raccolte.

### La filiera produttiva
La sede dell'etichetta (in corso Buenos Aires 77 a Milano) era in realtà solo l'ubicazione legale ed amministrativa, costituita dagli uffici del management, del personale, e da qualche saletta di rappresentanza. Non vi venivano effettuate attività produttive, se non in relazione alla fase decisionale o di supervisione. A differenza di RCA Italiana, CGD, e poche altre grandi case, la Ri-Fi non aveva propri stabilimenti di registrazione, con sale prova, d'incisione, e tantomeno laboratori interni e stabili per il missaggio e la stampa dei prodotti. Per queste attività, estremamente costose anche in termini di aggiornamento tecnologico, era più conveniente affittare studi o rivolgersi alla bisogna, nel corso della propria esistenza, a soggetti esterni, cambiandoli nel corso degli anni. Fra gli altri, per le registrazioni furono utilizzati  gli studi "Play-Co" di Milano e per le grafiche, supervisionate dal capo della promozione di Ri-Fi Wladimiro Albera, furono ingaggiati, fra gli altri, sia grafici e disegnatori anche di fumetti (Gianni Pinaglia  e lo Studio Pinaglia) e pittori (Mario Moletti e lo "Studio Moletti"); tali informazioni, al pari di quelle relative alla stampa, riguardando contratti interni all'azienda, non sono però quasi mai presenti sulle copertine dei dischi.

### Il marchio Ri-Fi
Il marchio Ri-Fi, rimasto inutilizzato per anni e tuttora non in uso, è stato sporadicamente impiegato per ristampare in vinile 180gr alcuni dischi degli anni sessanta.

## I dischi pubblicati
Per la datazione ci si basa sull'etichetta del disco, o sul vinile o, infine, sulla copertina. Qualora nessuno di questi elementi avesse una datazione, ci si basa sulla numerazione del catalogo e, se esistenti, si riportano oltre all'anno il mese e il giorno (quest'ultimo dato si trova, a volte, stampato sul vinile).

### 33 giri - Serie RF, RFL e RDZ
| Numero di catalogo | Anno    | Interprete                                      | Titoli                        |
| ------------------ | ------- | ----------------------------------------------- | ----------------------------- |
| RFL LP 14004       | 1964    | Mina                                            | Mina                          |
| RF LP 14007        | 1965    | Iva Zanicchi, Memo Remigi, Tony Dallara e altri | 15 Festival S. Remo           |
| RFL ST 14010       | 1965    | Mina                                            | Studio Uno                    |
| RFL LP 14012       | 1965    | Mina & Giorgio Gaber                            | Un'Ora Con Loro               |
| RFL ST 14014       | 11-1965 | Iva Zanicchi                                    | Iva Zanicchi                  |
| RFL LP 14016       | 07-1966 | Mina                                            | Studio Uno 66                 |
| RFL ST 14017       | 1966    | Silverio Pisu                                   | Poeti a Cervia                |
| RFL ST 14018       | 1966    | Mina                                            | Mina N.2                      |
| RFL ST 14019       | 05-1967 | Iva Zanicchi                                    | Fra noi                       |
| RFL ST 14021       | 1967    | Esecutori vari                                  | Amore, parole e musica        |
| RFL ST 14022       | 1967    | Esecutori vari                                  | XVII Festival di Sanremo      |
| RFL ST 14023       | 1967    | Mina                                            | Sabato Sera Studio Uno 67     |
| RFL LP 14026       | 1967    | Mina                                            | 4 Anni Di Successi            |
| RFL LP 14027       | 1968    | Giorgio Gaber                                   | L'asse d'equilibrio           |
| RFL ST 14029       | 11-1968 | Iva Zanicchi                                    | Unchained Melody              |
| RFL LP 14030       | 1969    | I Califfi                                       | Così ti amo                   |
| RFM LP 14034       | 1969    | I Giganti                                       | Mille idee dei Giganti        |
| RFL ST 14040       | 1970    | Fausto Leali                                    | Fausto Leali                  |
| RFL ST 14041       | 05-1970 | Iva Zanicchi                                    | Iva senza tempo               |
| RFL ST 14042       | 1971    | Iva Zanicchi                                    | Caro Theodorakis...Iva        |
| RFL ST 14043       | 1971    | Enrico Intra                                    | Messa d'oggi                  |
| RFL LP 14049       | 1971    | Circus 2000                                     | Circus 2000                   |
| RFL ST 14203       | 06-1971 | Iva Zanicchi                                    | Caro Aznavour                 |
| RFL ST 14207       | 1971    | I Giganti                                       | Terra in bocca                |
| RFL ST 14208       | 11-1971 | Iva Zanicchi                                    | Shalom                        |
| RFL ST 14207       | 1971    | I Giganti                                       | Terra in bocca                |
| RFL ST 14211       | 04-1972 | Iva Zanicchi                                    | Fantasia                      |
| RFL ST 14213       | 1972    | Mack Sigis Porter                               | Peace on You                  |
| RFL ST 14215       | 1972    | Circus 2000                                     | An Escape from a Box          |
| RFL ST 14220       | 11-1972 | Iva Zanicchi                                    | Dall'amore in poi             |
| RFL ST 14228       | 1973    | Odissea                                         | Odissea                       |
| RDZ ST 14230       | 1973    | Gianni Magni                                    | Eh?!                          |
| RDZ ST 14237       | 1974    | Il segno dello zodiaco                          | Il segno dello zodiaco        |
| RDZ ST 14238       | 1974    | Homo Sapiens                                    | Homo Sapiens                  |
| RDZ ST 14258       | 1975    | Homo Sapiens                                    | Tornerai, tornerò             |
| RDZ ST 14259       | 06-1975 | Orchestra e piano di Enrico Intra               | pao pop                       |
| RDZ ST 14269       | 1976    | Homo Sapiens                                    | Pecos Bill                    |
| RDZ ST 14278       | 1977    | Homo Sapiens                                    | Bella da morire/Dolce la sera |
| RDZ ST 14284       | 1977    | Il segno dello zodiaco                          | Parlami sotto le stelle       |
| RFL ST 14292       | 1978    | Dora Moroni                                     | Dora Moroni in...             |
| RFL ST 14293       | 1978    | Enrico Intra                                    | Momento Intra                 |
| RDZ ST 14294       | 1978    | Homo Sapiens                                    | Due mele                      |
| RFL ST 14296       | 07-1978 | Cristiano Malgioglio                            | Maledizione io l'amo          |
| RDZ ST 14291       | 1978    | Piero Finà                                      | Anghingò                      |
| RDZ ST 14300       | 1978    | Franco Simone                                   | Paesaggio                     |
| RDZ-ST 14308       | 1979    | Mino Vergnaghi                                  | Mino Vergnaghi                |
| RDZ ST 14311       | 1979    | I Signori della Galassia                        | Iceman                        |
| RDZ ST 14313       | 1980    | Piero Finà                                      | Calma cacchio non spinga      |
| RDZ ST 14320       | 10-1980 | Peppino Gagliardi                               | Amore...ammore                |
| RFL ST 14321       | 10-1980 | Giovanna                                        | Giovanna                      |
| RDZ ST 14325       | 1980    | Michele Francesio                               | Romantic Love                 |

### 33 giri - Serie RFM
| RFM LP 14801 | 1966 | I Giganti    | I Giganti                     |
| RFM 14802    | 1966 | Fausto Leali | Fausto Leali e i suoi Novelty |

### 33 giri - Serie RFS
| Numero di catalogo | Anno | Interprete          | Titoli              |
| ------------------ | ---- | ------------------- | ------------------- |
| RFS LP 14507       | 1966 | Mat 65              | Arrivano i Mat 65   |
| RFS LP 14514       | 1967 | Jonathan & Michelle | Jonathan & Michelle |

### 33 giri - Serie ST
| Numero di catalogo | Anno | Interprete   | Titoli          |
| ------------------ | ---- | ------------ | --------------- |
| ST 19154           | 1973 | Mario Merola | Canzoni 'nziste |

### EP
| Numero di catalogo | Anno        | Interprete            | Titoli                                          |
| ------------------ | ----------- | --------------------- | ----------------------------------------------- |
| RFE EP 15114       | Marzo 1966  | Esecutori vari        | 8º Zecchino d'Oro                               |
| RFE EP 15524       | Luglio 1970 | Renzo Arbore presenta | Esecutori vari da Woodstock e di altri successi |

### 45 giri
| Numero di catalogo | Anno    | Interprete | Titoli                                                      |
| ------------------ | ------- | --- | ----------------------------------------------------------- |
| RFN NP 16002       | 1962    | Fabrizio Ferretti | Telstar/Nostalgia d'amor                                    |
| RFN NP 008         | 1962    | Lucio Mori | Perdono/Mai prima d'ora                                     |
| RFN NP 16013       | 1962    | Aldo Zocchi | ...E il treno va!/Dammi dammi dammi                         |
| RFN NP 16014       | 1963    | Eugenia Foligatti, Orchestra di Sanremo diretta da Lelio Luttazzi (lato A), Gorni Kramer e la sua orchestra (lato B) | Amour, mon amour, my love/Quattro chitarre                  |
| RFN NP 16015       | 1963    | Eugenia Foligatti | Perdonarsi in due/Dopo averti amato                         |
| RFN NP 16023       | 1963    | Fabrizio Ferretti | Oh oh baby piangerò/Sole colpevole                          |
| RFN NP 16024       | 04-1963 | Renato Carosone | Nera nera/Vita mia                                          |
| RFN NP 16025       | 04-1963 | Renato Carosone | Camping love/Caino e Abele                                  |
| RFN NP 16026       | 1963    | Eugenia Foligatti | Quell'angolo del bar/...e piango                            |
| RFN NP 16028       | 1963    | Fabrizio Ferretti | Ti bacerò/Ridammi il bacio                                  |
| RFN NP 16029       | 1963    | Bruno Martelli | Calda estate/Quisaseva                                      |
| RFN NP 16030       | 05-1963 | Iva Zanicchi | Zero in amore/Come un tramonto                              |
| RFN NP 16032       | 06-1963 | Iva Zanicchi | Tu dirai/Sei ore                                            |
| RFN NP 16034       | 1963    | Eugenia Foligatti | Un giorno tu/Amore                                          |
| RFN NP 16035       | 1963    | Fabrizio Ferretti | Ti ricordi/Se hai deciso                                    |
| RFN NP 16038       | 12-1963 | Mina | Città vuota/È inutile/Valentino vale                        |
| RFN NP 16039       | 1964    | Fabrizio Ferretti | La prima che incontro/Due righe                             |
| RFN NP 16040       | 1964    | Alina | Lei ti dirà/Non piangerò                                    |
| RFN NP 16043       | 1964    | Fabrizio Ferretti | La prima che incontro/Ti cerco                              |
| RFN NP 16050       | 03-1964 | Mina | È l'uomo per me/So che non è così                           |
| RFN NP 16057       | 1964    | Mina | Città vuota/È inutile                                       |
| RFN NP 16058       | 1964    | Fabrizio Ferretti | Perché l'ho fatto/Può dipendere da te                       |
| RFN NP 16059       | 1964    | Iva Zanicchi | Come ti vorrei/La nostra spiaggia                           |
| RFN NP 16061       | 05-1964 | Mina | Un buco nella sabbia/Se mi compri un gelato                 |
| RFN NP 16062       | 1964    | Fabrizio Ferretti | Ma quando sono al mare/Non ne sai niente                    |
| RFN NP 16064       | 08-1964 | Iva Zanicchi | Credi/Resta sola come sei                                   |
| RFN NP 16066       | 09-1964 | Mina | Io sono quel che sono/Tu farai                              |
| RFN NP 16067       | 1964    | Memo Remigi | Quando torna la malinconia/Tanto io                         |
| RFN NP 16068       | 1964    | Afro Ventura | A casa d'Irene / Com'è triste Venezia                       |
| RFN NP 16070       | 12-1964 | Fabrizio Ferretti | Che ne sa lui di te/Non ho più lacrime per piangere         |
| RFN NP 16072       | 1965    | Eugenia Foligatti | Sei il solo/Loro                                            |
| RFN NP 16073       | 1965    | Iva Zanicchi | Come ti vorrei/Chi potrà amarti                             |
| RFN NP 16074       | 1965    | I Giganti | Morirai senza di lei/Giorni di festa                        |
| RFN NP 16076       | 1965    | Fabrizio Ferretti | Tu che ne sai/Lo sapevi                                     |
| RFN NP 16079       | 1965    | Liana Orfei | Se vivessi cent'anni/Ad un palmo da me                      |
| RFN NP 16080       | 1965    | Liana Orfei | Spengo la luce/Prima di uscire                              |
| RFN NP 16095       | 1965    | Memo Remigi | Innamorati a Milano/Come se noi due                         |
| RFN NP 16096       | 1965    | Tony Dallara | Si chiamava Lucia/Guardiamoci in faccia                     |
| RFN NP 16098       | 1965    | Giorgio Gaber | Il nostro giorno/Lettera dalla Svizzera                     |
| RFN NP 16100       | 1965    | I Giganti | Fuori dal mondo/Solo per voi                                |
| RFN NP 16102       | 1965    | Giorgio Gaber | Pieni di sonno/Gli anni che verranno                        |
| RFN NP 16107       | 1965    | Tony Dallara | Stavolta no / La prima cosa che devo fare                   |
| RFN NP 16110       | 1965    | Ely Neri | La gatta quando/L'ultimo ballo                              |
| RFN NP 16111       | 1965    | Giorgio Gaber | Tu no (Dream on little dreamer)/Amore difficile amore       |
| RFN NP 16114       | 1965    | Giorgio Gaber | Come ti amavo ieri/Un amore vuol dire                       |
| RFN NP 16118       | 1965    | Iva Zanicchi | Caro mio / Non tornar mai                                   |
| RFN NP 16121       | 1965    | I Giganti | Una ragazza in due/Lezione di ritmo                         |
| RFN NP 16124       | 1966    | Giorgio Gaber | Mai, mai, mai (Valentina)/Le ore e le stelle                |
| RFN NP 16132       | 1966    | Brunetta | Mai più ti scorderò/Sono pronta a pagar                     |
| RFN NP 16134       | 1966    | Ely Neri | The monkiss/Funky monkiss                                   |
| RFN NP 16142       | 1966    | Giorgio Gaber | Lo sai che tu sei bella/Brava brava                         |
| RFN NP 16144       | 1966    | I Giganti | Tema/La bomba atomica                                       |
| RFN NP 16145       | 1966    | Jonathan & Michelle                                                                                                  | Sei contento / L'uomo e la donna                            |
| RFN NP 16146       | 1966    | Jonathan & Michelle                                                                                                  | Ancora sempre e solo te / La risposta                       |
| RFN NP 16147       | 06-1966 | Mina | Breve amore / Ta-ra-ta-ta                                   |
| RFN NP 16149       | 1966    | Fabrizio Ferretti | Dimmelo, parlami / Non ti scorderò                          |
| RFN NP 16152       | 05-1966 | Mina | Se telefonando/No                                           |
| RFN NP 16155       | 1966    | Giorgio Gaber | La risposta al ragazzo della Via Gluck/Ma voi ma voi ma voi |
| RFN NP 16157       | 1966    | Mario Anzidei | Sette.../L'amore muove le montagne'                         |
| RFN NP 16159       | 1966    | I Giganti | Ora siamo qui/Son così                                      |
| RFN NP 16160       | 1966    | Brunetta | Baluba shake/Il secondo giorno                              |
| RFN NP 16167       | 1966    | Giorgio Gaber | 'A pizza/Ballata de suonne                                  |
| RFN NP 16171       | 1966    | Fausto Leali | A chi/Se qualcuno cercasse di te                            |
| RFN NP 16168       | 1966    | I Giganti | Ce vo' tiempo/Na guagliona yè yè                            |
| RFN NP 16170       | 1966    | I Giganti | E lei ti aspetterà/Piri-piri-uà                             |
| RFN NP 16172 (1)   | 1966    | Mat 65 | La libertà/Ba ba ba ba-ba                                   |
| RFN NP 16172 (2)   | 1966    | Mat 65 | Ma che ne sai/Un riparo per noi                             |
| RFN NP 16178       | 1966    | Mina / Mat 65 | Tu non credi più / Babababa-ba (With a girl like you)       |
| RFN NP 16179       | 1967    | Roberta Amadei | Devi aver fiducia in me/più di una volta                    |
| RFN NP 16180       | 1967    | Giorgio Gaber | E allora dai/La libertà di ridere                           |
| RFN NP 16181       | 1967    | I Giganti | Proposta/La tomba dell'amore                                |
| RFN NP 16186       | 1967    | Mat 65 | Pietre/Bisogna saper perdere                                |
| RFN NP 16203       | 1967    | Giorgio Gaber | Gulp gulp/Snoopy contro il Barone Rosso                     |
| RFN NP 16204       | 1967    | Jonathan & Michelle                                                                                                  | Occhiali da sole/Ai margini del mondo                       |
| RFN NP 16205       | 1967    | Fausto Leali | Senza di te/Oscurità                                        |
| RFN NP 16207       | 1967    | Iva Zanicchi | Quel momento/Dove è lui                                     |
| RFN NP 16209       | 1967    | Mat 65 | Io suono/La bestia nera                                     |
| RFN NP 16214       | 1967    | Paolo Ti | La vita può sorriderci/Non è più casa mia                   |
| RFN NP 16215       | 1967    | Brunetta | Solo per poco tempo/Dove vai?                               |
| RFN NP 16216       | 1967    | I Giganti | Io e il presidente/In paese è festa                         |
| RFN NP 16219       | 1967    | I Califfi | Al mattino/Un uomo solo                                     |
| RFN NP 16220       | 1967    | Roberta Amadei | Accipicchia l'Angelicchia/Devo amare te                     |
| RFN NP 16225       | 1967    | Fausto Leali | Senza luce/Per un momento ho perso te                       |
| RFN NP 16229       | 1967    | Giorgio Gaber | Suona chitarra/Al bar del corso                             |
| RFN NP 16234       | 1967    | Ginto | Se chiudo gli occhi/Forse un domani                         |
| RFN NP 16240       | 1968    | I Califfi | Chiuso con tutti/Torna a me                                 |
| RFN NP 16241       | 1968    | I Califfi | Così ti amo/Tutto quello                                    |
| RFN NP 16243       | 1968    | I Giganti | Da bambino/Tabù                                             |
| RFN NP 16244       | 1968    | Iva Zanicchi | Per vivere/Non accetterò                                    |
| RFN NP 16246       | 1968    | Brunetta | Felicità felicità/Il nuovo tema dell'amore                  |
| RFN NP 16256       | 03-1968 | Fausto Leali | Angeli negri/Potrai fidarti di me                           |
| RFN NP 16258       | 1968    | Ginto | Mai più/Chi ama te                                          |
| RFN NP 16275       | 1968    | I Giganti | Summertime/Un uomo va                                       |
| RFN NP 16276       | 1968    | Milena Cantù | Conoscevo un re/Un minuto e non di più                      |
| RFN NP 16278       | 1968    | Paolo Gualdi | Un mondo su misura/Questa vita                              |
| RFN NP 16281       | 1968    | Eliana & Ciro | Serietà a metà/Ci sarò                                      |
| RFN NP 16285       | 1968    | Sandro Mazzinghi | Fuoco Spento/Almeno in Sogno                                |
| RFN NP 16288       | 1968    | I Giganti | Una storia d'amore/Sixteen Tons                             |
| RFN NP 16294       | 1968    | Diego Peano | Fedeltà/Proibito                                            |
| RFN NP 16297       | 1968    | Paolo Ferrara | Se mi parli d'amore/Chi dovrò amar (dopo di te)             |
| RFN NP 16299       | 1968    | I Califfi | La fiera del perdono/Parlano di te                          |
| RFN NP 16309       | 1968    | Cenza | Lacrime e pioggia/le parole si perdono nel vento            |
| RFN NP 16311       | 1968    | Eliana & Ciro | Il mondo degli altri/Oltre le stelle                        |
| RFN NP 16319       | 1968    | Fausto Leali | È colpa sua/Chiudo gli occhi e conto a sei                  |
| RFN NP 16329       | 1969    | Fausto Leali | Un'ora fa/Non l'hai capito                                  |
| RFN NP 16348       | 1969    | Giorgio Gaber | La chiesa si rinnova/Eppure sembra un uomo                  |
| RFN NP 16349       | 1969    | I Califfi | Fogli di quaderno/La bellezza                               |
| RFN NP 16358       | 1969    | Diego Peano | Proibito/Il mondo è tutto qui                               |
| RFN NP 16362       | 1969    | Michele | Soli si muore/Il mio mondo il mio tempo                     |
| RFN NP 16375       | 1969    | Michele | Il valzer delle candele/Negro                               |
| RFN NP 16377       | 1969    | I Califfi | Vita inutile/L'appuntamento                                 |
| RFN NP 16378       | 1969    | Diego Peano | Farfalla/Ciao te ne vai                                     |
| RFN NP 16383       | 11-1969 | Piccolo coro dell'Antoniano                                                                                          | E' tanto facile/Come sarebbe bello                          |
| RFN NP 16388       | 1970    | Michele | L'addio/Lettera a Ivana                                     |
| STP NP 92028       | 03-1970 | Piccolo coro dell'Antoniano                                                                                          | Il lungo, il corto e il pacioccone/Carlo Magno              |
| RFN NP 16404       | 04-1970 | La coppia | La vesta rossa/Irreale                                      |
| RFN NP 16405       | 1970    | Michele | Ho camminato/Morirò domani                                  |
| RFN NP 16406       | 1970    | Diego Peano | Gabbiano blu/Valentina in punta di piedi                    |
| RFN NP 16415       | 07-1970 | Iva Zanicchi | Un fiume amaro/Il sogno è fumo                              |
| RFN NP 16420       | 01-1971 | Mack Porter | Mary Grace/Yellow High                                      |
| RFN NP 16421       | 12-1970 | Iva Zanicchi | Un fiume amaro/Tienimi con te                               |
| RFN NP 16426       | 01-1971 | Fred Bongusto | Quando mi dici così/Viviane                                 |
| RFN NP 16427       | 01-1971 | Andrea Giordana | Le farfalle sono libere/Ti prego...non scherzare con me     |
| RFN NP 16446       | 1971    | Michele | Susan dei marinai/Il testamento di Tito                     |
| RFN NP 16460       | 1971    | I Giganti | Lungo e disteso/Pieno di sole                               |
| RFN NP 16462       | 1971    | Michele | Un po' uomo un po' bambino/Camminando camminando            |
| RFN NP 16465       | 11-1971 | Giulio Di Dio | Sorridi Martino/Favola d'amore                              |
| RFN NP 16469       | 12-1971 | Iva Zanicchi | Coraggio e paura/Sciogli i cavalli al vento                 |
| RFN NP 16471       | 1972    | Michele | Forestiero/Sognare                                          |
| RFN NP 16487       | 1972    | I Giganti | Sono nel sogno verde di un vegetale/Sul suo letto di morte  |
| RFN NP 16490       | 04-1972 | Laura Carlini | L'uomo che io immagino/Gai gai eli gait                     |
| RFN NP 16491       | 1972    | Mack Porter | Freedom/All Men Should Be Free                              |
| RFN NP 16493       | 1972    | Il segno dello zodiaco                                                                                               | Un sorriso/Odissea                                          |
| RFN NP 16497       | 1972    | Laura Carlini | L'uomo che io immagino/Sorridere imposs                     |
| RFN NP 16502       | 1972    | Fred Bongusto | 4 colpi per Petrosino/La canzone di Frank Sinatra           |
| RFN NP 16504       | 1972    | Michele | Un uomo senza una stella/Per amore di una donna             |
| RFN NP 16517       | 1972    | Il segno dello zodiaco                                                                                               | Odissea/Delta Queen                                         |
| RFN NP 16532       | 1973    | Andrea Mulas | Primo bacio, primo incontro/La prima poesia                 |
| RFN NP 16533       | 1973    | Il segno dello zodiaco                                                                                               | Sole rosso/Cuore arido                                      |
| RFN NP 16571       | 1974    | Andrea Mulas | Mille mari/Ascoltando la pioggia                            |
| RFN NP 16576       | 1974    | Il segno dello zodiaco                                                                                               | Un attimo di gelosia/Hai mai visto                          |
| RFN NP 16589       | 1974    | Giulio Di Dio | Riccioli sulla fronte/Nuova nel silenzio                    |
| RFN NP 16591       | 1974    | Lino Banfi | Meno Mele / Mela Tengo                                      |
| RFN NP 16613       | 1975    | Franco Marino | E in fondo poi/In un campo di sterpi                        |
| RFN NP 16615       | 04-1975 | Enrico Intra | Paopop/Adagio                                               |
| RFN NP 16616       | 04-1975 | Homo Sapiens | Tornerai tornerò/Strada per il mare                         |
| RFN NP 16617       | 1975    | Il segno dello zodiaco                                                                                               | E mi guardi/Io, io, io                                      |
| RFN NP 16626       | 1975    | Homo Sapiens | Lei lei lei/Betty                                           |
| RFN NP 16630       | 1975    | Francesco Calabrese                                                                                                  | Napoli muore/Sole dietro la collina                         |
| RFN NP 16632       | 1975    | La Bottega delle Verità                                                                                              | Un paese senza nome/Cosa sono io per te                     |
| RFN NP 16633       | 1975    | Sergio Leonardi | Melania/Doveva accadere                                     |
| RFN NP 16639       | 1975    | Franco Marino | Adesso io/Lontano                                           |
| RFN NP 16654       | 02-1976 | Homo Sapiens | Pecos Bill/Madagascar                                       |
| RFN NP 16655       | 1976    | Cristiano Malgioglio                                                                                                 | Nel tuo corpo/Adesso io dico basta                          |
| RFN NP 16657       | 1976    | Mauro Galati | Un sogno/Il volo                                            |
| RFN NP 16661       | 1976    | Il segno dello zodiaco                                                                                               | Parlami sotto le stelle/Boogie Boogie Bump                  |
| RFN NP 16670       | 1976    | Francesco Calabrese                                                                                                  | Incredibile voglia di te/Per dirmi addio                    |
| RFN NP 16687       | 1976    | Cristiano Malgioglio                                                                                                 | Scandalo/Mi commuovi                                        |
| RFN NP 16696       | 1976    | Homo Sapiens | Io e te stasera/Malinconia                                  |
| RFN NP 16697       | 1976    | Eva Eva Eva | Donna donna donna/Tutto previsto                            |
| RFN NP 16698       | 1977    | Dora Moroni | Ma...se.../Felice                                           |
| RFN NP 16699       | 1977    | Homo Sapiens | Bella da morire/Dolce la sera                               |
| RFN NP 16705       | 1977    | Mauro Galati | E vorrei/Chiara                                             |
| RFN NP 16707       | 1977    | Cristiano Malgioglio                                                                                                 | Senti/Cuore solitario                                       |
| RFN NP 16710       | 1977    | La Bottega delle Verità                                                                                              | Umanità/A modo suo                                          |
| RFN NP 16712       | 1977    | Il segno dello zodiaco                                                                                               | Questa sera non ho pianto/Noi di più                        |
| RFN NP 16722       | 1977    | Dora Moroni | Soli/Anime nude                                             |
| RFN NP 16724       | 1977    | Piero Finà | Valzer KO/Ti Rivedrei                                       |
| RFN NP 16725       | 02-1977 | Frankie | Guarda/Dammi un bacio qui                                   |
| RFN NP 16737       | 1977    | Dora Moroni | Ora/Io sono unica                                           |
| RFN NP 16739       | 1978    | Cristiano Malgioglio                                                                                                 | Maledizione io l'amo/Quanto costa                           |
| RFN NP 16741       | 1978    | Mino Vergnaghi | Parigi addio/Farfalla blu                                   |
| RFN NP 16746       | 1978    | Dora Moroni | Che facciamo stasera/Sensazioni e sentimenti                |
| RFN NP 16747       | 1978    | Homo Sapiens | Due mele/Un orsacchiotto                                    |
| RFN NP 16749       | 1978    | Le Cicale | Stessa spiaggia, stesso mare/Siamo in confidenza            |
| RFN NP 16751       | 1978    | Sandi Stardust | Vieni fuori (Shady lady)/Hey si, hey no                     |
| RFN NP 16753       | 1978    | Studio B | Tu donna mia/Per te semplicemente                           |
| RFN NP 16754       | 05-1978 | Mina | Città vuota/Un anno d'amore                                 |
| RFN NP 16756       | 1978    | Eva Eva Eva | Love me please forever/Fifties rock                         |
| RFN NP 16758       | 1978    | Cristiano Malgioglio                                                                                                 | E questione d'amore/Per esempio...                          |
| RFN NP 16759       | 09-1978 | Maria Grazia Buccella                                                                                                | Ballo del popò/Non si può                                   |
| RFN NP 16772       | 1979    | Mino Vergnaghi | Amare/Grida                                                 |
| RFN NP 16773       | 1979    | I Signori della Galassia                                                                                             | Archeopterix/Vulcano                                        |
| RFN NP 16778       | 1979    | Cristiano Malgioglio                                                                                                 | L'amore mi morde mi vuole/Ernesto                           |
| RFN NP 16779       | 1979    | Homo Sapiens | Una dolce malattia/Giorni di festa                          |
| RFN NP 16782       | 1979    | Mino Vergnaghi | Tu non sei/Vecchio piano                                    |
| RFN NP 16787       | 1979    | I Dalton | Presto tornerò/Mama dog                                     |
| RFN NP 16796       | 1979    | Cristiano Malgioglio                                                                                                 | Sbucciami/Mentre fuori piove                                |
| RFN NP 16797       | 1980    | Lelio D'Aprile | Ma tu chi sei/Fantasia                                      |
| RFN NP 16799       | 1980    | Carlo Dapporto | La pioggia/Viva i nostri genitori                           |
| RFN NP 16801       | 1980    | Pamela Prati | E.A.O./E.A.O. (strumentale)                                 |
| RFN NP 16802       | 1980    | La Locanda | Annalisa/Volare un po' più in alto                          |
| RFN NP 16803       | 1980    | Eugenio Del Sarto | Ma na na/Na na na (versione strumentale)                    |
| RFN NP 16806       | 1980    | Pino D'Angiò | Ma quale idea/Lezione d'amore                               |
| RFN NP 16807       | 1980    | Cristiano Malgioglio                                                                                                 | Ma và/Io... la pantera                                      |
| RFN NP 16809       | 1980    | Lello Pugliese | Me faie 'mpazzi/La mia fantasia                             |
| RFN NP 16810       | 1980    | Mino Vergnaghi | Io ti perdono/PS..."Problemi"'                              |
| RFN NP 16811       | 1980    | Cappuccino | 'a luna stasera/Stop... per un po'                          |
| RFN NP 16817       | 1980    | Cristiano Malgioglio                                                                                                 | Quasi autopiografico/Orientale                              |
| RFN NP 16822       | 1980    | I Signori della Galassia                                                                                             | Luce/Eliana                                                 |

### 45 giri allegati alla rivista POP
A partire dal 1966 la Ri-Fi ha pubblicato una rivista di musica, Pop, a cui allegava 45 giri (spesso pubblicati solo in questa edizione) realizzati da artisti del suo catalogo.
| Numero di catalogo | Anno         | Interprete                                              | Titoli                                                |
| ------------------ | ------------ | ------------------------------------------------------- | ----------------------------------------------------- |
| POP 200007         | Gennaio 1966 | Fabrizio Ferretti (sul lato A)/Memo Remigi (sul lato B) | Operazione tuono/L'amore                              |
| POP 200004         | Gennaio 1966 | Iva Zanicchi (sul lato A)/Giorgio Gaber (sul lato B)    | La notte/Te lo leggo negli occhi                      |
| POP 200013         | 1966         | Mat 65                                                  | Satisfaction/Michelle                                 |
| POP 300001         | 1966         | Giorgio Gaber (sul lato A)/Iva Zanicchi (sul lato B)    | Il ragazzo della via Gluck/Dio, come ti amo           |
| POP 300002         | 1966         | Fabrizio Ferretti (sul lato A)/I Giganti (sul lato B)   | Nessuno mi può giudicare/Lasciati baciare col letkiss |